# Genaro García
Genaro García (Chihuahua, 17 de septiembre de 1977 - 21 de junio de 2013) fue un boxeador profesional mexicano de la categorías de peso supermosca y peso gallo de 1994 a 2013, ostentando el título regional de peso gallo de Fecombox de 2003 a 2007. Conocido por su apodo 'Poblanito', García luchó por los títulos mundiales contra Samson Dutch Boy Gym (WBF), Hozumi Hasagawa (WBC) y Luis Alberto Pérez (IBF) durante su carrera. Su récord de carrera fue de 39 victorias y 10 derrotas con 23 KO's, incluyendo un nocaut en el séptimo asalto sobre Eduardo García, un luchador con un récord ganador, en su última aparición en el ring en diciembre de 2012.

## Muerte
García fue abatido por cuatro disparos en la cabeza muerto después de ser sacado de su automóvil por hombres enmascarados en una camioneta el 21 de junio de 2013. Su cuerpo fue encontrado en una finca cercana donde fue llevado y asesinado, ubicado detrás de una iglesia en San Lorenzo, Puebla, México.